# ESI集團
ESI集團（法語：ESI Group）是一家法國的計算機輔助工程軟體及服務供應商。在材料物理學領域具有深厚的技術積累，並研發出了一整套專業解決方案幫助工業製造商們通過虛擬樣機取代物理樣機，並實現虛擬製造，虛擬裝配及測試和未來在研產品的預驗證。

## 外部連結
- ESI的Youtube頻道（页面存档备份，存于）
- Facebook（页面存档备份，存于）
- Twitter（页面存档备份，存于）
- LinkedIn（页面存档备份，存于）